# Straße der Heroischen Jugend

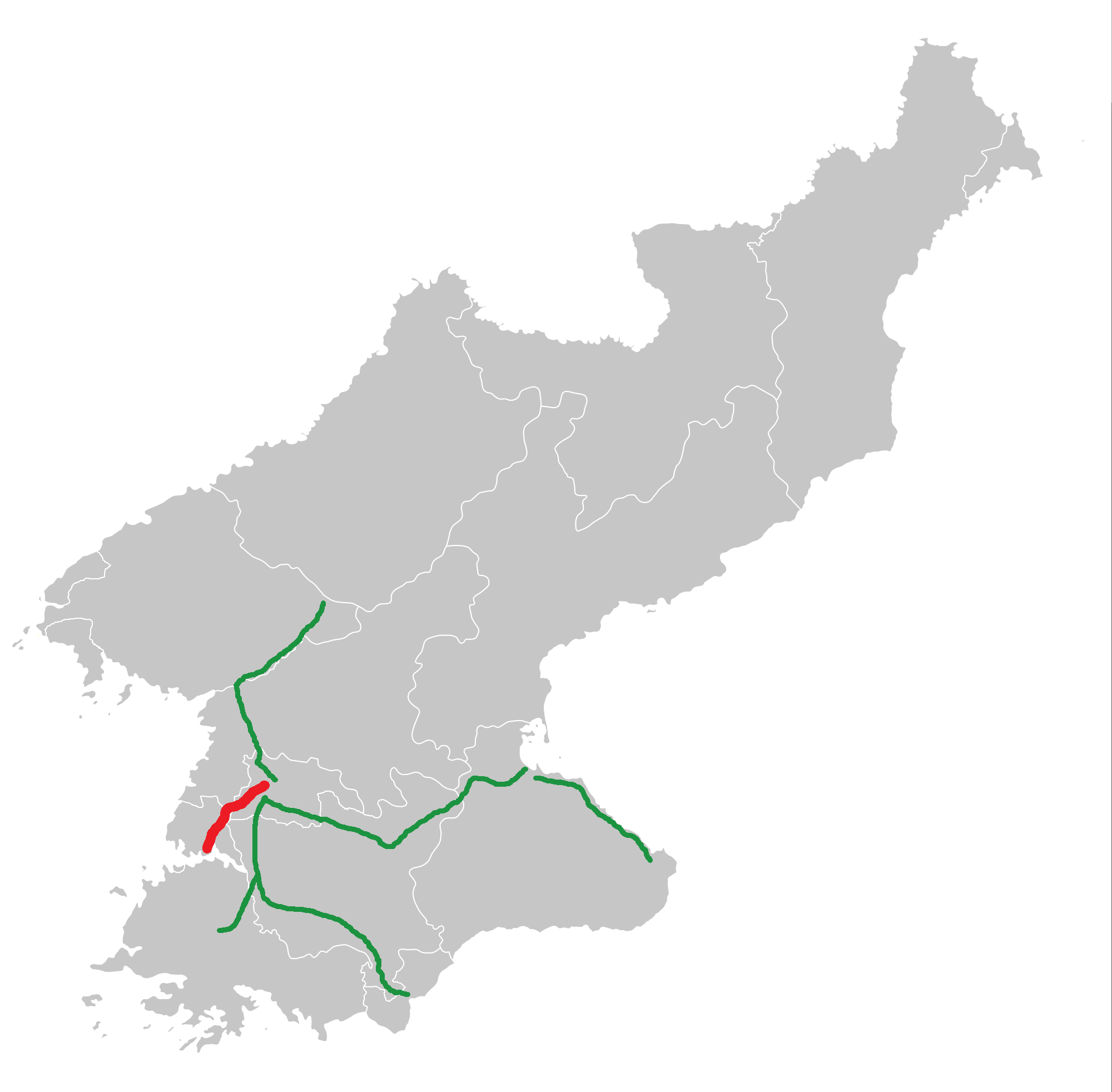

Die Straße der Heroischen Jugend (Hangul: 청년영웅도로, Hanja: 青年英雄道路, Cheongnyeonyeongungdolo) ist eine Fernstraße in Nordkorea und verbindet die Städte Pjöngjang und Namp’o über die Orte Chongsan-ri und Thaesong-ri. Ihre Länge beträgt etwa 40 Kilometer. Mit fünf Spuren in beide Richtungen ist sie die breiteste Autobahn Nordkoreas.
Die Straße wurde vor allem von Kindern und Jugendlichen erbaut. Sie ist im Verhältnis zu ihrer Größe nur geringfügig befahren, da Individualverkehr in Nordkorea kaum üblich ist. Die Auffahrt in Pjöngjang befindet sich direkt am Schülerpalast Mangyongdae in der Kwangbok-Straße im Stadtbezirk Mangyŏngdae-guyŏk. In Namp’o führt sie über die Brücke der Jugend in die Stadt.
Zunächst trug die Straße die Bezeichnung Pjöngjang-Namp’o Schnellstraße, den Namen einer 1978 eröffneten Straße, die als Grundlage des Baus diente. Auf einen Erlass des Präsidiums der Obersten Volksversammlung wurde ihr jedoch, zu Ehren der überwiegend jungen Bauhelfer des sozialistischen Staates, der Namen Straße der Heroischen Jugend verliehen.

## Bauarbeiten

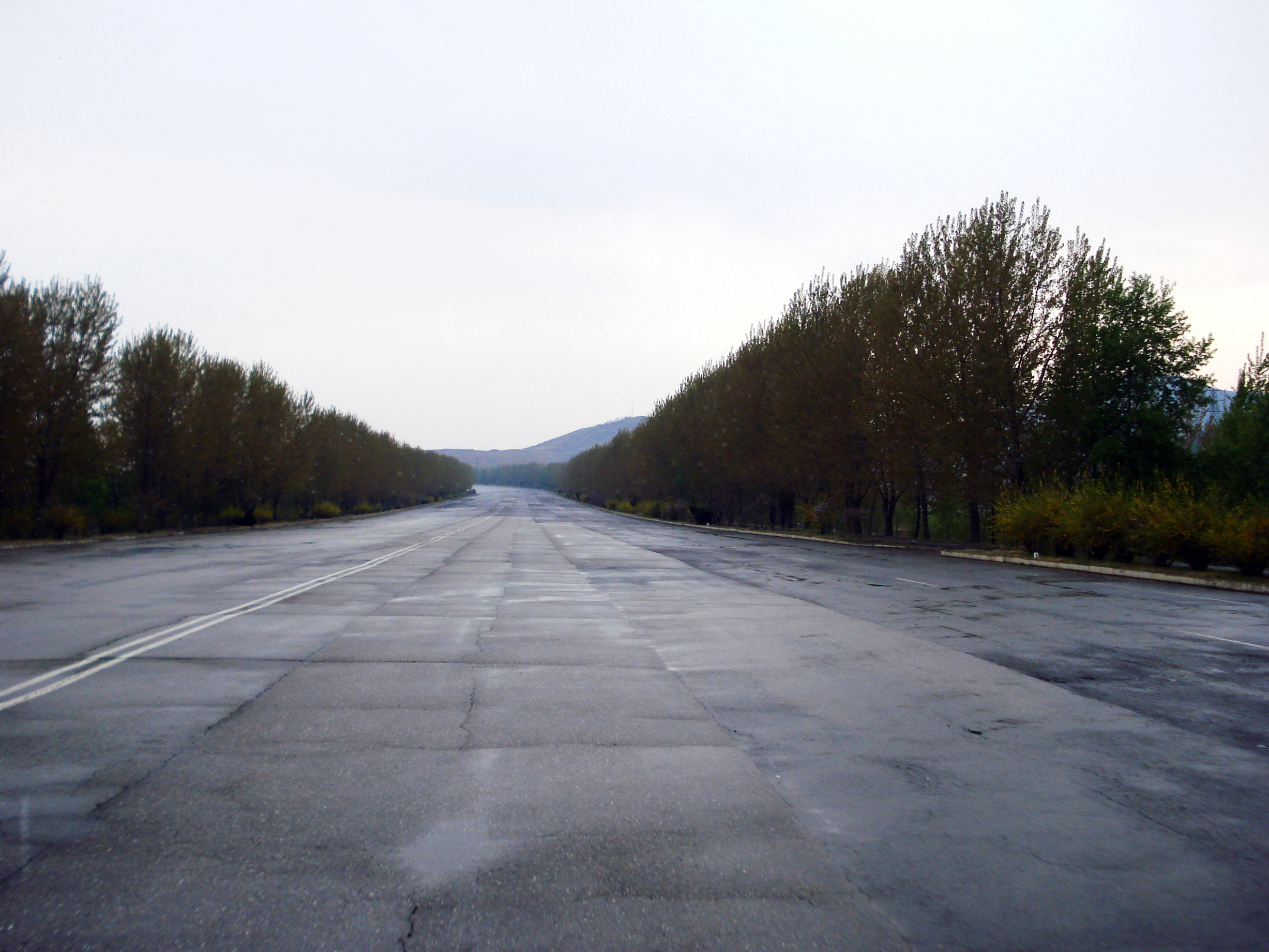
Straße der Heroischen Jugend

Die Straße wurde nach zweijährigen Bauarbeiten im Oktober 2000 eröffnet. Die Arbeiten fanden im Rahmen eines allgemeinen infrastrukturellen Ausbauplans statt und wurden trotz erheblicher Mängel an Maschinen und Baumaterialien durchgeführt. Dabei wurden insgesamt 14 Millionen Kubikmeter Erde abgetragen und drei Millionen Kubikmeter Asphalt verarbeitet. Zusätzlich wurden 80 Bewässerungsanlagen, etwa 50 Brücken und Verbindungsstraßen mit einer Gesamtlänge von 83,6 Kilometer gebaut. Entlang der Straße wurden Wälder und Grünanlagen angelegt und Fluss- und Bachverläufe an insgesamt 33 Stellen angepasst.